# Кери Малиган
Кери Малиган (енгл. Carey Mulligan; Вестминстер, 28. мај 1985) је британска глумица.
Прву филмску улогу остварила је 2005. године у адаптацији романа Џејн Остин Гордост и предрасуде у режији Џоа Рајта. Након тога појавила се у неколико британских телевизијских програма, укључујући и епизоду серије Доктор Ху под називом Blink, коју љубитељи серије често наводе као једну од најбољих епизода свих времена. Малиганова је 2008. године тумачила улогу Нине у бродвејској адаптацији Чеховљеве драме Галеб која је наишла на позитивне коментаре критичара.
Пажњу шире јавности привукла је првом главном улогом у филму Образовање из 2009. године који јој је донео награду БАФТА, као и номинације за Оскара, Златни глобус и Награду удружења филмских глумаца. Након тога, остварила је запажене улоге у филмовима Не дозволи ми да одем, Стид, Возач, Велики Гетсби и У глави Луина Дејвиса.

## Филмографија
| Улоге Кери Малиган |                                        |               |                 | |
| Година             | Српски назив                           | Изворни назив | Улога           | Напомена |
| 2005.              | Гордост и предрасуде                   |               | Кити Бенет      | |
| 2005.              | Суморна кућа                           |               | Ејда Клер       | мини-серија |
| 2006.              | Невероватна госпођа Причард            |               | Емили Причард   | ТВ серија |
| 2006.              | Процес и казна: Греси њихових очева    |               | Емили Харогејт  | ТВ серија |
| 2006.              | Госпођица Марпл: Ситафордска мистерија |               | Вајолет Вилет   | ТВ филм |
| 2007.              | Када си последњи пут видео свога оца   |               | Рејчел          | |
| 2007.              | Буђење мртвих                          |               | сестра Бриџид   | ТВ серија |
| 2007.              | Доктор Ху                              |               | Сали Спароу     | ТВ серија |
| 2007.              | Мој син Џек                            |               | Елси Киплинг    | ТВ филм |
| 2007.              | Нортангерска опатија                   |               | Изабела Торп    | ТВ филм |
| 2009.              | Браћа                                  |               | Кеси Вилис      | |
| 2009.              | Народни непријатељи                    |               | Керол           | |
| 2009.              | Образовање                             |               | Џени Мелор      | БАФТА за најбољу глумицу у главној улози Награда националног филмског савеза САД за најбољу женску улогу Британска независна филмска награда за најбољу глумицу у главној улози номинација - Оскар за најбољу главну улогу номинација - Златни глобус за најбољу главну глумицу у играном филму (драма) номинација - Награда Удружења телевизијских филмских критичара за најбољу глумицу у главној улози номинација - Награда Удружења филмских глумаца за најбољу глумицу у главној улози номинација - Награда Удружења филмских глумаца за најбољу филмску поставу номинација - БАФТА за будућу звезду номинација - Награда Емпајер за најбољу глумицу номинација - Награда Емпајер за најбољег новајлију номинација - Награда Удружења њујоршких филмских критичара за најбољу споредну глумицу номинација - Онлајн награда Друштва филмских критичара за најбољу главну женску улогу номинација - Награда Сателит за најбољу глумицу у главној улози |
| 2009.              | Најбоља ноћ                            |               | Роуз            | |
| 2009.              | Не дозволи ми да одем                  |               | Кети Х.         | Британска независна филмска награда за најбољу глумицу у главној улози номинација - Награда Сатурн за најбољу глумицу (филм) |
| 2010.              | Вол стрит: Новац никад не спава        |               | Вини Геко       | |
| 2011.              | Возач                                  |               | Ајрин           | номинација - БАФТА за најбољу глумицу у споредној улози номинација - Награда Емпајер за најбољу глумицу |
| 2011.              | Срам                                   |               | Сиси            | номинација - Награда Удружења телевизијских филмских критичара за најбољу глумицу у споредној улози номинација - Британска независна филмска награда за најбољу глумицу у споредној улози номинација - Награда Удружења њујоршких филмских критичара за најбољу споредну глумицу номинација - Награда Удружења интернет филмских критичара за најбољу споредну женску улогу номинација - Награда Сателит за најбољу глумицу у споредној улози |
| 2013.              | Велики Гетсби                          |               | Дејзи Бјукенан  | |
| 2013.              | У глави Луина Дејвиса                  |               | Џин Барки       | |
| 2014.              | Пљачка Вавилона                        |               | Ен Јорк (глас)  | мини-серија |
| 2014.              | Далеко од разуздане гомиле             |               | Батшива Евердин | |
| 2015.              | Суфражеткиње                           |               | Мод             | |
| 2022.              | Рекла је                               |               | Меган Туи       | |
| 2023.              | Солтберн                               |               | Памела          | |
| 2026.              | Летописи Нарније: Чаробњаков сестрић   |               | Мејбел Кирк     | |